# Federaal district Oeral
Het federaal district Oeral (Russisch: Уральский федеральный округ; Oeralski federalny okroeg) is een van de acht federale districten van Rusland. Het bestuurlijke centrum is Jekaterinenburg.

## Geografie
Het district beslaat 10% van Rusland en is daarmee het derde federale district qua oppervlakte.
Het district grenst binnen Rusland aan het Noordwestelijk Federaal District, het federaal district Siberië en het federaal district Wolga. Het district heeft verder een landgrens met Kazachstan.
In tegenstelling tot wat de naam misschien doet vermoeden omslaat het niet het gehele Oeralgebied, maar vooral het oostelijke deel daarvan en het westelijk deel van het West-Siberisch Laagland. Het district grenst in het noorden aan de Karazee. Het gebied wordt aan de noordkant verder sterk getekend door de Obboezem aan de monding van de rivier de Ob die door het gebied stroomt. In de westelijke helft van het gebied bevindt zich de Europees-Aziatische grens: het Oeralgebergte en de gelijknamige rivier de Oeral ten zuiden daarvan.
Onder het gebied vallen ook Bely en een aantal andere kleinere eilanden.

## Bestuurlijke indeling
| Nr.                                                                                               | Vlag | Gebied         | Type          | Bestuurlijk centrum | Oppervlakte (km²) | Inwoners (c. 2002) |  |
| 1                                                                                                 |      | Koergan        | oblast        | Koergan             | 71.910,0          | 1.019.532          |  |
| 2                                                                                                 |      | Sverdlovsk     | oblast        | Jekaterinenburg     | 194.074,5         | 4.486.214          |  |
| 3                                                                                                 |      | Tjoemen        | oblast        | Tjoemen             | 159.869,7         | 1.325.018          |  |
| 4                                                                                                 |      | Chanto-Mansië¹ | aut. district | Chanty-Mansiejsk    | 534.473,0         | 1.432.817          |  |
| 5                                                                                                 |      | Tsjeljabinsk   | oblast        | Tsjeljabinsk        | 88.181,7          | 3.603.339          |  |
| 6                                                                                                 |      | Jamalië²       | aut. district | Salechard           | 683.975,7         | 507.006            |  |
| ¹ Chanto-Mansië wordt ook wel Joegra genoemd ² Jamalië wordt ook wel aangeduid als Jamal-Nenetsië |      |                |               |                     |                   |                    |  |

## Grootste steden
Bevolkingscijfers volgens de volkstelling van 2002:
1. Jekaterinenburg: 1.293.537
2. Tsjeljabinsk: 1.077.174
3. Tjoemen: 510.719
4. Magnitogorsk: 418.545
5. Nizjni Tagil: 390.498
6. Koergan: 345.515
7. Soergoet: 285.027

Centraal · Noordelijke Kaukasus  · Noordwest · Oeral · Siberië · Verre Oosten · Wolga · Zuid